# Terapia de reposição de nicotina
A Terapia de Reposição de Nicotina (TRN) faz referência a formas comprovadas pelas medicina de fazer uso de nicotina por meios diversos ao tabaco. Tem sido utilizada para ajudar usuários a pararem de fumar ou de mascar tabaco. O método aumenta a probabilidade do usuário parar de fumar em cerca de 55%. Frequentemente é empregada conjuntamente com outras técnicas, à exemplo da Terapia Cognitivo-Comportamental. A TRN também tem sido usada para tratar a colite ulcerativa. Alguns tipos de TRN incluem o adesivo, a goma de mascar, as pastilhas, o spray nasal e o inalador. A utilização de diferentes tipos de TRN ao mesmo tempo pode aumentar a eficácia do tratamento.
Os efeitos colaterais dependem da variedade da nicotina. Os mais comuns advindos do uso da da goma de mascar incluem náuseas, soluços e irritação na boca, enquanto que os mais recorrentes do adesivo são irritação da pele e boca seca. Quanto ao inalador, geralmente, resulta em tosse, coriza ou dores de cabeça. Dentre os riscos graves citam-se o envenenamento por nicotina e a dependência continuada. Aparentemente esses medicamentos não aumentam o risco de ataques cardíacos, no entanto, podem ser prejudiciais ao bebê se usados durante a gravidez.  A terapia de reposição de nicotina funciona diminuindo a ânsia causada pelo vício à nicotina. 
Estes produtos foram aprovados pela primeira vez para uso em 1984, nos Estados Unidos. Os medicamentos repositores de nicotina estão na Lista de Medicamentos Essenciais da Organização Mundial da Saúde. Eles também estão disponíveis como medicamentos genéricos. Nos Estados Unidos, por exemplo, um mês de adesivos ou gomas de mascar custa entre 100 e 200 dólares, enquanto as outras formas são bem mais caras.